# Riccardo Freda
Riccardo Freda (Alexandria, Egipte, 24 de febrer de 1909 - Roma, Itàlia, 20 de desembre de 1999) va ser un director de cinema italià. Irònicament, més conegut per les seves pel·lícules de horror i thriller, Freda no tenia gran amor per les pel·lícules de terror, sinó més aviat de les pel·lícules èpiques. La pel·lícula Sins of Rome (1953) de Freda va ser una de les primeres pel·lícules èpiques italianes, l'anterior pel·lícula Hèrcules de Steve Reeves quatre anys abans, i Giants of Thessaly (1961) van ser distribuïdes un any abans que la famosa Jàson i els argonautes de Ray Harryhausen. Va dirigir a Kirk Morris i Gordon Scott en dues pel·lícules de Maciste, el clàssic en els anys seixanta, a més de diverses pel·lícules d'espies, spaghetti westerns, drames històrics i la Segona Guerra Mundial.
Mai va arribar a acabar cap de les dues pel·lícules de terror que li va correspondre dirigir en els anys cinquanta ("I vampiri" i "Caltiki"), sinó que va permetre que fossin finalitzades pel seu camerògraf Mario Bava. Els excel·lents efectes especials creats per Bava a "Caltiki", en particular, ho consolidarien com a director en 1960. Així doncs, molts afeccionats identifiquen a Freda com a mentor de Mario Bava en la indústria del cinema.
Els dos grans títols terrorífics de Freda en els anys seixanta van ser L'orribile segreto del dottore Hichcock i Lo spettro/Il fantasma, que protagonitzà Barbara Steele, però amb el que realment gaudia era amb les pel·lícules d'aventures. Al llarg de la dècada va dirigir a Anton Diffring i al llegendari Klaus Kinski dins del cinema giallo i, a continuació, la seva carrera es va alentir a principis dels setanta per a, inexplicablement sortir de la seva jubilació als 72 anys i dirigir una última pel·lícula, "Murder Obsession". Va morir en 1999 per causes naturals (a l'edat de 90).

## Filmografia
Actor
- Piccoli naufraghi, dirigida per Flavio Calzavara (1938)
- Sundown dirigida per Henry Hathaway (1941)
- I vampiri, dirigida per Riccardo Freda (1957)
- Un tour de manège, dirigida per Pierre Pradinas (1988)

Muntatge
- Piccoli naufraghi, dirigida per Flavio Calzavara (1938)
- L'avventuriera del piano di sopra, dirigida per Raffaello Matarazzo (1941)
- 07... tassì, dirigida per Alberto D'Aversa (1945)

Productor
- Caravaggio, il pittore maledetto, dirigida per Goffredo Alessandrini (1940)
- L'avventuriera del piano di sopra, dirigida per Raffaello Matarazzo (1941)
- Buongiorno, Madrid!, dirigida per Max Neufeld (1942)

Director
- Don Cesare di Bazan (1942)
- Non canto più (1943)
- Tutta la città canta (1945)
- Aquila nera (1946)
- I miserabili (1948)
- Il cavaliere misterioso (1948)
- Guarany (1948)
- O Caçulha do Barulho (1949)
- Il conte Ugolino (1949)
- Il figlio di d'Artagnan (1949)
- Magia a prezzi modici (1950) - curtmetratge
- Il tradimento (1951)
- La vendetta di Aquila Nera (1951)
- L'astuto barone (ovvero l'eredità contesa) (1951) - curtmetratge
- Tenori per forza (1951) - curtmetratge
- Vedi Napoli e poi muori (1951)
- La leggenda del Piave (1952)
- I mosaici di Ravenna (1953) - curtmetratge
- Spartaco (1953)
- Teodora (1954)
- Da qui all'eredità (1955)
- Beatrice Cenci (1956)
- I vampiri, co-dirigida amb Mario Bava (1957)
- Agguato a Tangeri (1957)
- Agi Murad, el diable blanc (1959)
- Caltiki, il mostro immortale, codirigida amb Mario Bava (1959)
- I giganti della Tessaglia (1960)
- Caccia all'uomo (1961)
- Maciste alla corte del Gran Khan (1961)
- L'orribile segreto del dr. Hichcock (1962)
- Maciste a l'infern (1962)
- Le sette spade del vendicatore (1962)
- Oro per i Cesari, codirigida amb André De Toth (1962)
- Lo spettro (1963)
- Il magnifico avventuriero (1963)
- Romeo e Giulietta (1964)
- Genoveffa di Brabante (1964)
- Le due orfanelle (1965)
- Agente 777 missione Summergame (1966)
- Roger-La-Honte (1967)
- Coplan ouvre le feu à Mexico (1967)
- La morte non conta i dollari (1967)
- A doppia faccia (1969)
- L'iguana dalla lingua di fuoco (1970)
- La salamandra del deserto (1971)
- Estratto dagli archivi segreti della polizia di una capitale europea (1972)
- Murder Obsession (Follia omicida) (1981)
- Quarto comandamento, dirigida per Bertrand Tavernier (1987)

Guionista
- Lasciate ogni speranza, dirigida per Gennaro Righelli (1937)
- L'allegro cantante, dirigida per Gennaro Righelli (1938)
- La voce senza volto, dirigida per Gennaro Righelli (1938)
- Fuochi d'artificio, dirigida per Gennaro Righelli (1938)
- Il cavaliere di San Marco, dirigida per Gennaro Righelli (1938)
- Piccoli naufraghi, dirigida per Flavio Calzavara (1938)
- Il barone di Corbò, dirigida per Gennaro Righelli (1939)
- In campagna è caduta una stella, dirigida per Eduardo De Filippo (1939)
- Cento lettere d'amore, dirigida per Max Neufeld (1940)
- La granduchessa si diverte, dirigida per Giacomo Gentilomo (1940)
- Caravaggio, il pittore maledetto, dirigida per Goffredo Alessandrini (1940)
- L'avventuriera del piano di sopra, dirigida per Raffaello Matarazzo (1941)
- Notte di fortuna, dirigida per Raffaello Matarazzo (1941)
- Buongiorno, Madrid!, dirigida per Max Neufeld (1942)
- L'abito nero da sposa, dirigida per Luigi Zampa (1943)
- Genoveffa di Brabante, dirigida per José Luis Monter (1964)